# Zastava M70
M-70 AB je najrasprostranjenija jurišna puška, ujedno i jedna od posljednjih Zastavinih pušaka proizvedenih u Jugoslaviji. Izvedena je iz sovjetskog Kalašnjikova AK-47. Danas postoje mnoge kopije, a jedna od najpoznatijih je jugoslavenska, zbog poboljšanja koja su u nju ugrađena. Proizvodila se u Kragujevcu, kao varijanta poznatije puške Kalašnjikova AK-47. Koristi streljivo kalibra 7,62x39 mm, ima mogućnost ispaljivanja tromblonskih mina, te mogućnost montiranja podcijevnog bacača granata 40 mm.

Najbolje rezultate postiže pri gađanju žive sile. Pojedinačnom paljbom na zemlji precizna je do 400 m, a u zraku 500 m. Na kratkim rafalima preciznost joj je do 300 m, a rafalima oko 200 m. Borbena brzina gađanja je 120 metaka u minuti. Režim paljbe može biti rafalno i pojedinačno. Borbeni komplet iznosi 150 metaka. Osim metaka, ako se postavi tromblonski nastavak, može ispaljivati sve vrste tromblona, a može se i postaviti adapter za bacač ručnih bombi.
Njena prednost nad originalnim AK-47 je ta što je rađena po strogim tolerancijskim odstupanjima zračnosti. Vijek puške je 10 000 metaka. Crvena zastava je dopustila licenciranu proizvodnju M70 u Iraku pod nazivom Tabuk. Jedina razlika Tabuka i Zastavine M70 je ta što Tabuk ima tvrdo kromiranu cijev a M70 nema.

## Podatci
- kalibar: 7,62 x 39 mm
- masa: 4040 g
- masa metka (zrna): 8 g
- kapacitet spremnika: 30 metaka
- masa spremnika: 850 g
- dužina: 960 mm
- dužina cijevi: 415 mm
- brzina ispaljenog zrna: 725 m/s
- maksimalni domet zrna: 2800m (kut 30 stupnjeva).
- efikasni domet: 400 m
- maks. broj ispaljenih zrna u min: 650 met./min.
- moguća ugradnja bubnja kapaciteta 75 metaka te dnevnog (ON-M89) i noćnog (PN 5x80) optičkog ciljnika